# Muno van Nassogne
Muno (ook Frans): Monon (Schotland or Ierland, ca. 600 - Nassogne, België, rond 645) was een heilige van Schotse of mogelijk ook Ierse afkomst. 
Muno leefde enige tijd als kluizenaar in de Ardennen. Daar verrichtte hij missionaire activiteiten onder de plaatselijke bevolking. Dat viel blijkbaar niet bij iedereen in even goede aarde, want rond 645 werd hij nabij Nassogne, naar men zegt door rovers vermoord, naar men aanneemt op de plek waar later de naar hem vernoemde kerk van Saint-Monon verrees. 
Ook in de buurt van Sint Andrews in Schotland bestond in ieder geval tot het einde van de 18e eeuw een kerk, Monon's Kirk geheten, die naar Muno was vernoemd.
Het zuidelijker gelegen plaatsje Muno (gemeente Florenville) is eveneens naar hem vernoemd.
Muno's feestdag is op 18 oktober.

## Voetnoten
1. ↑  Alban Butler, The Lives of the Fathers, Martyrs, and Other Principal Saints,  Volume 10, 1814, blz, 413, St. Monon.